# Сићевачка клисура
Сићевачка клисура је део речне долине Нишаве настала интензивним усецањем њеног воденог тока у стенску масу, између северних огранака Суве планине, и јужних огранака Сврљишких планина. Налази се 14 km источно од Ниша, између села Просек (низводно) и насеља Долац (узводно). Дуга је око 17 km (15,9) и спаја Нишку котлину са Белопаланачком котлином. Такође је и најкраћа веза између средњег и доњег Понишавља, односно између горњег и доњег дела средњег Нишавља.
Клисура је подељена на две географске целине, горњу — Црнчанско-градиштански кањон, и доњу — Островичку клисуру. Горњи део је ужи и сличнији кањону (од Островице до Долаца), док је доњи (од Просека до Островице) са широким благим падинама. Клисура је оивичена Сврљишким планинама са севера и обронцима Суве планине с југа.
Кроз Сићевачку клисуру, паралелно са Нишавом, изграђени су железничка пруга (1886/1887) и нишавски међународни магистрални пут (1964). Нишавска железница која пролази кроз долинске усеке Сићевачке клисуре део је велике светске железничке магистрале (Лондон—Париз—Београд—Ниш—Софија—Истанбул), а магистрални пут Е-80, источни крак Коридора 10, део велике паневропске магистрале (Салцбург—Загреб—Београд—Ниш—Софија—Истанбул), и веза преко Мале Азије са осталим подручјима света.
Због својих геоморфолошких одлика као и јединствене флоре и фауне, Сићевачка клисура је проглашена за Парк природе и заштићено подручје са значајним еколошким и културним добрима. „Парк природе Сићевачка клисура“ је предео богат природним лепотама, и изузетан је пример појаве и интеракције геолошких, геоморфолошких и хидролошких феномена као и биодиверзитета, и станиште више ендемских, реликтних и ретких врста биљака и животиња.
Она покрива делове подручја Општина Нишка Бања и Бела Паланка, са укупном површином од 77,46 km², од чега се 55,59 km² налази у општини Ниш, а 21,87 km² у општини Бела Паланка. Ово подручје је реком Нишавом подељено на два дела — Лесков врх (северни) и Облик (јужни).

## Статус
Због живописних предела, очуваних геоморфолошких особина и природних вредности са претежно очуваним природним екосистемима и јединственом флором и фауном, од 2000. Сићевачка клисура је проглашена за Парк природе II категорије заштите, у Складу са Законом о заштити природе Републике Србије.
Као заштићено подручје са значајним еколошким и културним добрима, подручје Сићевачке клисуре намењено је очувању укупне геолошке, биолошке и предеоне разноврсности Србије, и задовољењу научних, образовних, духовних, естетских, културних, туристичких, здравствено-рекреативних потреба и осталих делатности усклађених са традиционалним начином живота на овом простору и начелима одрживог развоја.

## Природне одлике Сићевачке клисуре
На југоисточном ободу Нишке котлине тектонска изломљеност терена омогућила је интензиван процес красификације кречњачке масе. У вишим партијама кречњаци садрже све, како површинске тако и подземне морфолошки развијене облике краса. На источном ободу пружа се пространа Куновичка површ, која је у области Сићевачке клисуре претежно посебна морфотектонска и предеона целина и у коју је усечена Сићевачка клисура Нишаве. Са северне стране она ограничава Суву планину, а са јужне Сврљишке планине. После Ђердапске клисуре, најдужа је пробојница у Србији.

### Положај и пространство
Сићевачка клисура представља пробојницу реке Нишаве кроз Куновичку површ која тече између јужних падина Сврљишких планина и Суве планине. Композитна Сићевачка клисура предиспонирана је главним нишавским раседом дуж којег су стваране и потолине Нишке и Белопаланачке котлине. Раседним линијама и зонама одређен је правац усецања, најпре језерским отоком, касније, наслеђеном долином Нишаве.
Сићевачка клисура је дуга 17 km, а у најужем делу (Градишком кањону) дубока између 260 до 360 m. Она спаја Белопаланачку котлину на истоку са доњим Понишављем, на западу. Подељена је Островичком котлином на горњи — кањонски и доњи — клисурасти део. Кањонски део је дуг 7 km; усечен је између Облика (901 ) на левој и Плеша (1327 ) на десној страни. На улазу, испод села Градишта, кањон је дубок 260 , а на излазу, код манастира Свете Петке Иверице 360 m. Кањонски део клисуре усечен је у „долинском поду” — заравни, широкој на улазу 500—600 m, а код Св. Петке — на излазу, свега 50 m. Долински подови у клисури повијају се у виду лукова или сводова. Композитна Сићевачка клисура предиспонирана је главним нишавским раседом дуж којег су стваране и потолине Нишке и Белопаланачке котлине. Раседним линијама и зонама одређен је правац усецања, најпре језерском отоком, касније, наслеђеном долином Нишаве.
За постанак и данашњи изглед Сићевачке клисуре од великог су значаја и најмлађа убирања. Резултат ових убирања су високи лучни сводови који се јављају у горњем, кањонском, делу клисуре као последица „најмлађих тектонских процеса током којих се Нишава усецала, а околни планински венци издизали, што је означило Сићевачку клисуру и као асцендентну долину“.
Сићевачка клисура почиње код насеља Просека где се завршавају огранци Сврљишких планина и Суве планине, и одатле се правцем запад—исток протеже 17 km лучно све до села Црнче, где огранци ових планина напуштају Нишаву.
На истоку, Сићевачка клисура се граничи са Белопаланачком котлином, а на истоку с доњим Понишављем. Подељена је Островичком котлином (око 2 км) на доњи (клисурасти) дуг 8,4 km, и горњи (кањонски део) дуг 5,5 km. Кањонски део усечен је између Облика (901 ) на левој и Плеша (1327 ) на десној страни клисуре.
Сићавачка клисура се према рељефу и проходности (узводно од Ниша према Белој Паланци) може поделити у четири међусобно повезана дела (с тим што први и други припадају доњем клисурастом, трећи Островичкој котлини, а четврти кањонском делу):

#### Први део, Кусача
Овај део Сићевачке клисуре (познат под називом Кусача) дугачак је око 5,4 km и пружа се од насеља Просек (бетонски мост на Нишави) до бетонске бране електричне централе на Нишави код села Сићева. На јужној страни клисуре, јужно од леве обале Нишаве, земљиште је већим делом стрмо, и прелази у окомите стене, које клисуру ограђују са југа и истока. Кусача (771 m) је пошумљена храстовом, липовом и грабовом шумом. У централном делу Кусаче (на простору „Петрова ливада“) налази се манастирски комплекс Манастира Свете Богородице окружен ливадама, и виноградима иза којих је густа шума.
Северна страна је слична јужној. У нижи пределима делимично је пошумљена, а делом и под виноградима, с том разликом што је, у однос на јужну страну, у вишим пределима претежно гола и непошумљена, брдо Јечава (596 m). Од 1970. године па надаље, овај део клисуре је прерастао у велико викенд насеље са преко 300 викенд кућа, занатских и угоститељских објеката.
На месту спајања првог и другог дела клисуре, где из уског корита Нишава прелази у шире, у подножју насеља Сићево, Нишава је преграђена браном 1922. године, која део воде скреће у канал који је потом левом обале Нишаве, 2 км низводно води до турбина хидроцентрале, изграђене 1931.

#### Други део
Други део Сићевачке клисуре почиње од бране хидроцентрале на Нишави, у рејону „Селишта“ и простире се узводно до „Бањице“ у атару насеља Островица, на улазу у Островичку котлину. Дугачак је 3 км и пошумљен ретким растињем. С леве стране Нишаве, под нагибом од 75-80°, до висине од 300 m уздиже се кањон или брдо Коњарник, преко којег воде једино козје стазе.
Десна обала клисуре (предео „Драчје“) такође је каменита и стрма, али нешто блажег нагиба. Преко овог земљишта, сем железничке пруге и међународног пута који иду поред Нишаве, нема других стаза ни путева. Обе стране овог дела Клисуре представљају дивну панораму.

#### Трећи део, Островичка котлина
Трећи део, у дужини од 2 км, познат и као Островичка котлина, почиње од „Бањице“ и протеже се до железничког моста на Нишави, код островичког каменолома у атару насеља Островица. Нишава овим делом клисуре протиче кроз котлинасто проширење широког дна и размакнутих, благо нагнутих страна. Овај део клисуре проширен је и прекривен обрадивим земљиштем, виноградима, њивама и воћњацима.
Централним делом залеђа котлине (с леве стране клисуре) пружа се „Островичке удолина“ у којој су усечени долина и већи део слива Островичког потока. У центру котлине је железничка станица Островица (раније Света Петка) а на левој обали Нишаве електрична хидроцентрала „Островица“. У непосредној близини железничке станице и електричне централе подигнут је гвоздени мост који спаја Сићево са Островицом. Пут, преко овог моста, спаја и два изузетно важна географска објекта: Грамаду и Плочу.

#### Четврти део, Градиштански кањон
Четврти део клисуре, у дужини од 5,5 км, припада кањонском делу клисуре, познатом под именом Градиштански кањон. То је најинтересантнији и најлепши део Сићевачке клисуре. Он обухвата простор од железничког моста на Нишави код насеља Островица, где пруга прелази на леву обалу реке, до Белопаланачке котлине. На улазу, испод села Градишта, кањон је дубок 260 , а на излазу, код Манастира Света Петке 360 m. Кањонски део клисуре усечен је у „долинском поду”, заравни, широкој на улазу 500 до 600 m, а код Манастира Света Петке, на излазу, само 50 m. Долински подови у клисури повијају се у виду лукова или сводова. Уз десну обалу Нишаве у Градиштанском кањону, просечен је, и једним делом изграђен кроз 13 тунела, укупне дужине 1.045 m, међународни пут, а уз леву обалу кроз четири тунела и међународна железничка пруга, Ниш—Софија—Истанбул.

### Геолошке и геоморфолошке карактеристике
Сићевачка клисура је, морфолошки гледано јединствена, полигенетска и композитна, 17 км дуга, пробојница Нишаве, тектонски предиспонирана, настала на језерском поду (дно плиоценског језера) одакле је почело кањонско усецање Нишаве у Куновичку површ (580-900 m) Суве планине на југу и гребена Сврљишких планина (Плеша и Пернатице) на северу.
Најстарија прошлост Сићевачке клисуре везана је за горњи палеозоик (перм), када је овај простор налазио на дну океана (Тетиса) и када се дешавала Херцинска орогенеза. Тада су настале геолошке јединице које представљају водонопрестиву зону Сићевачке клисуре, и чине подину кречњака.
У мезозоику, током креде, у више од стотину милиона година наталожили су се дебели слојеви кречњака који данас представљају главну кречњачку масу клисуре. Кречњачки терен, у више него двотрећинском износу прекрива Сићевачку клисуру и одликује се појавом крашких облика рељефа. Од површинских крашких облика у клисури су заступљени; каменице, шкрапе и вртаче, а од подземних посебну атракцију представљају бројне пећине, поткапине, јаме, остењаци и др. Остатак рељефа припада танком слоју, знатно еродованих неогених (углавном плиоцених) језерских седимената, који са млађим наносима, представљају главне ратарске површине клисуре.
На данашњој висини од 450 m до 510 m, на којој се појавило језерско дно почели су да делују флувијални и падински процеси Нишаве и бочних притока. Њима су, по неким истраживачима, Морава и Нишава извршиле 17 вертикалних засецања и довеле до стварања исто толико тераса, што се у значајној мери поклапа са Миланковићевом математичком климатском теоријом терасастих промена климе. Зато је једна од општих карактеристика подручја Сићевачке клисуре степенаста морфопластика, изражена кроз вертикално смењивање заравњених површина и мање или више стрмо одсечених падина.
Река Нишава је у Сићевачкој клисури усекла четири терасе (на апсолутној висини од 200 m до 510 m), тако да се терен степенасто спушта идући од врхова клисуре ка Нишави. Први терасни ниво је 46 m релативне висине, други обухвата терасу од 30 до 35 m, а трећи флувијалну терасу од 7 до 10 m релативне висине. Средњи ниво прати обале Нишаве а на изласку из Сићевачке клисуре је 35 m релативне висине. Изнад терасе од 46 m релативне висине, налазе се трагови виших флувијалних тераса, који се не могу документовати материјалом, и углавном је ријеч о морфолошким фрагментима. Прве три терасе су плеистоценске старости.
Простор Сићевачке клисуре представља посебну плиоценску и постплиоценску геоморфолошку целину. У њој се могу издвојити четири карактеристична дела:
- Планински обод Сврљишких планина
- Део висоравни Плоче и Куновичке површи, са Обликом и Кусачом
- Островичка котлина
- Сићевачка клисура у ужем смислу.[25]

Клисура као пробојница дуга је 15,9 км (по Јанковићу) а 17 км (по Костићу).
- Геоморфологија Сићевачке клисуре одликује се појавом крашких облика рељефа
- Крашка пећина у околини Сићева
- Крашки облици рељефа ободних делова Сићевачке клисуре
- Крашки облици у околини Сићева
- Крашки рељеф стрмих страна Сићевачке клисуре
- Крашки рељеф стрмих страна Сићевачке клисуре

### Тектонске карактеристике
Сићевачка клисура се налази на јужнонишавском раседу (у непосредној близини Јелашничког и Кутинског раседа) којим је формиран јужни обод нишког терцијарног басена, који је јасно изражен и на северним странама Кованлука изнад Нишке Бање. Он се укршта са заплањским и студенским раседом, дуж којих је вршено спуштање терена и формирање неогених басена. Геолошко-морфолошка разноврсност је једна од основних карактеристика овог подручја у коме преовлађујућу масу стена чине мезозојски кречњаци.

### Сеизмолошке карактеристике
У сеизмолошком погледу територија Сићевачке клисуре, као и територија Суве планине у чијем се подножју она налази, спада у ред трусних области на подручју Србије. Овај део Балканског полуострва је део сеизмички веома активног подручја у области Медитеранско-трансазијског сеизмичког појаса. У сложеним раседним зонама под сувопланинским ободом и на простору Сићевачке клисуре повремено је изражена неотектонска активност. Она се манифестује у сеизмичким појавама са утицајима потреса на хидролошке карактеристике подземних и површинских вода и морфолошким променама рељефа.
Свакодневну егзистенцију простора Сићевачке клисуре понекад је прилично реметио и „наставак” сеизмолошких активности. Иста су била с различитим интензитетом, готово у непрекидном низу година, посебно везано за следећа два уочљива периода од средине седме па до средине девете деценије 19. века. Јачи земљотреси су забележени 1867, 1868, 1869, 1870, 1871. и 1872, као и 1876, 1878, 1879, 1881, 1883, 1885. и 1886. године. И они су, као и претходни, свакако „оставили” незнатне или упадљиве последице на географију Сићевачке клисуре и Нишке котлине у целини.
На сеизмолошкој карти хазарда региона Сићевачка клисура (РСЗ 2010) за повратни период од 500 година налази се у зони VIIIº МСК скале.

### Минералне сировине
Минерално и рудно богатство Сићевачке клисуре, осим богатства у кречњаку је релативно скромно. Кречњаци чине основну масу Сићевачке клисуре, а целокупно подручје заједно са околним планинама које она пресеца представља јединствену крашку област, која захвата највеће кречњачке површине у кречњачким пределима источне Србије. Кречњак захвата велике и непрекидне површине, уз доминацију масивног и танкослојног кречњака са веома високим (> 90%) садржајем .
Богатство у кречњаку мотивисало је индустријалце с краја 19. века да око 1885. у насељу Островица отворе велики каменолом „Св. Петка“ у коме се производио креч и цемент. Поред кречњака, због значајног присуства и других стена погодних механичких особина, у каменолому „Св. Петка“ поред креча и цемента одвијала се паралелно и експлоатација грађевинског и украсног камена.
Појаве угља указују да је у време неогене језерске фазе Сићевачка клисура била под шумским биоценозама. Највреднији докази краткотрајних шумских заједница на овом простору су изразито танке наслаге лигнита. Лежишта угља су откривена на јужним падинама Сићевачке клисуре, које су у саставу Суве планине, највише у околини насеља Јелашница. На основу процена из 1906. и 1907. резерве на овом простору износиле су 16 милиона тона, врло квалитетног угља на ревиру од 2.000 хектара.
На подручју Сићевачке клисуре данас нема активних рудника. Једини који је постојао на овом простору био је рудник угља у насељу Јелашница, а радио је од 1885. до 1963, и средином педесетих година 20. века. Производња се кретала од 80.000 до 90.000 тона квалитетног мрког угља годишње. Рудник је 1910. имао два окна, вентилацију, подземне ходнике дужине 2 км, три парне машине, пумпе, пругу уског колосека, вагоне и радионицу. Затворен је за експлоатацију због неповољног положаја рудника са јамским копом на тржишту тадашње Југославије.

### Климатске одлике
Сматра се да је у току неогена клима Сићевачке клисуре била топлија и влажнија од данашње, и да су у то доба постојали повољни услови за развој флувијалног и крашког процеса. У плеистоцену клима се значајно изменила и наступило је захлађење, са хладнијом, вероватно сувом климом, што је утицало на бројне промене у формирању рељефа Сићевачке клисуре. Под утицајем ниских температура интензивирано је мразно разарање стена, наизменично замрзавање и крављење тла на падинама клисуре што је условило развој солифлукција и других појава везаних за дејство криогене ерозије. Током плеистоцена наизменично су се смењивали глацијални стадијум са топлијим интерглацијалним периодима. Ове климатске промене имале су велики утицај на интензитет развоја појединих процеса, пре свега флувијалног и крашког.
После плеистоцена долази до отопљавања и обликовања климатских појасева сличних данашњим. Егзогени процеси се одвијају у условима знатно топлије и влажније климе у односу на исту у глацијалним стадијумима плеистоцена, те флувијални процес преузима главну улогу у обликовању рељефа, који се у Сићевачкој клисури задржао до данас.
Данашњи климатски услови у Сићевачкој клисури имају одлике умерено–континенталне климе. Температурни режим као мера топлотних услова, на подручју Сићевачке клисуре првенствено је условљен Сунчевом радијацијом, њеним географским положајем и рељефом. Окружена високим планинским масивима, чине клисуру заштићеном од наглих продора и смена ваздушних маса, што утиче на мања температурна колебања и мању количину падавина у овом подручју. Просечна годишња температура ваздуха је око 10 °C, а разлика средњих годишњих температура је мања од 1 °C.
Сићевачку клисуру одликује уједначен годишњи ток температуре, при чему су максималне вредности у јулу, а минималне у јануару. Дневне температурне амплитуде су веће за 6–8 °C од истих у Нишкој котлини. Јутра су током лета хладнија за 2–4 °C, чему доприноси и хладна вода Нишаве. Просечне годишње температуре у Сићевачкој клисури су сличне Нишкој, Пиротској и Белопаланачкој котлини у летњим месецима, док су у зимским бар за један степен више у односу на Нишку котлину, где су зимски месеци увек хладнији, а летњи топлији.
| Средње температуре годишњих доба у Сићевачкој клисури (1950—2009) | Средње температуре годишњих доба у Сићевачкој клисури (1950—2009) | Средње температуре годишњих доба у Сићевачкој клисури (1950—2009) | Средње температуре годишњих доба у Сићевачкој клисури (1950—2009) | Средње температуре годишњих доба у Сићевачкој клисури (1950—2009) |
| Годишње доба                                                      | Зима                                                              | Пролеће                                                           | Лето                                                              | Јесен                                                             |
| ----------------------------------------------------------------- | ----------------------------------------------------------------- | ----------------------------------------------------------------- | ----------------------------------------------------------------- | ----------------------------------------------------------------- |
| Средња температура                                                | 1,53 °C                                                           | 11,87 °C                                                          | 21,37 °C                                                          | 12,07 °C                                                          |

Најхладнији месец је јануар са просечном температуром од -0,6 °C. Најтоплији месец је јул са температурама које варирају од 20 °C до 22 °C. Мала амплитуда средње месечне температуре сврстава Сићевачку клисуру и њену околину у најтоплија подручја Србије. Такође она је у просеку топлија од других клисура у Србији, јер се њене стеновите осојне стране интензивно загревају у току дана. Јесени су топлије од пролећа.
У Сићевачкој клисури дувају; северни ветрови (Кошава), северозападни, „Сићевац“, „Југо“ и други;
| Преглед ветрова који дувају кроз Сићевачку клисуру | Преглед ветрова који дувају кроз Сићевачку клисуру |
| Назив ветра                                        | Карактеристике |
| -------------------------------------------------- | --- |
| Кошава                                             | Северни ветар (северњак, „свињоморац“), који се јавља из североисточног правца. Нема велику честину и дува знатном јачином у хладнијој половини године.             |
| Сићевац                                            | То је ветар који дува кроз Сићевачку клисуру и најснажнији је ветар у овој области. Често је олујног карактера.                                                     |
| Југо                                               | Топао и веома неповољан ветар за пољопривредне усеве и стоку. Он исушује тло, усеве и воће, тако да се биљке под његовим утицајем „спаруше“, а стока мршави и гине. |
| Северозападни ветар                                | То је најучесталији ветар на простору клисуре, који дува брзином од 1,5 до 2,9 .                                                                                    |

Облачност у Сићевачку клисуру доносе западни ветрови, док сви остали ветрови углавном узрокују ведро време. Највећа облачност је током зиме, а максимум достиже током месеца децембра када је 7,8 десетина неба покривено облацима. Смањење облачности почиње са првим пролећним месецима и траје до септембра.
Иако подручје Сићевачке клисуре карактерише мала количина падавина, од 551 до 586,8 mm атмосферских талога годишње, она због своје целокупне заклоњености има већу релативну влажност од свог окружења. Зато су у њој ублажена и дејства мразева, ветрова и суша, а магла се јавља чешће и траје дуже. Изражена јутарња роса честа је појава због повећане релативне влажности ваздуха. Најкишовитији месеци су мај и октобар (тада дувају влажни западни ветрови), док су септембар и фебруар са најмање кише (под утицајем сувих хладних ветрова). Око 68% падавина излучи се у току вегетационог периода. Овај режим се, нажалост, у условима глобалне промене климе на Земљи мења и у Сићевачкој клисури, „тако што у току летњих месеци, када је највећа температура има и највећег одсуства падавина (тзв. аридни месеци). У првих десет година 21. века, по неписаном правилу, падавина нема у летњим месецима или су толико краткотрајне, да то веома подсећа на одлике Јадранског приморја.“
Данас су у односу на снеговите године, као у већем делу Србије, и на овом простору чешће године кад снег изостане. Такве је и прва деценија 21. века, када су зиме са врло мало снега, највероватније због глобалних климатских промена на земљиној кугли.
| Климатски фактори на коридору ауто-пута E-80, деоница Просек —Бела Паланка (у рејону Сићевачке клисуре) |                                    |                                                  |                                     |                                         |                                   |                              |                                                  |
| Метереолошке станице                                                                                    | Средња годишња температура ваздуха | Просечна вредност средњих годишњих падавина (mm) | Средњи датум првих снежних падавина | Средњи датум последњих снежних падавина | Просечна годишња облачност (n/10) | Трајање сунчаног времена (%) | Средња вредност годишњег ваздушног притиска (mb) |
| Ниш (Бела Паланка)                                                                                      | 12 °C (11 °C)                      | 586,8                                            | 16.12.                              | 1.3. (16.3.)                            | 5,5                               | 55                           | 1019—1020                                        |

### Воде и водно земљиште
У хидрографском погледу површинске воде подручја Сићевачке клисуре припадају Црноморском сливу, које се преко Дунава уливају у Црно море.
Сићевачка клисура је сиромашна водом, због пропустљивости кречњака, кроз чије пукотине падавине пониру до вододржљивих слојева. На преласку кречњака у вододржљиве стене (махом црвени пешчари) вода избија на пар места у облику мање-више снажних врела, која су распоређена дуж обода Сићевачке клисуре. Постоји неколико извора, са значајнијом издашношћу, који су каптирани и користе се за водоснабдевање локалних насеља.
Река Нишава је најзначајнији водоток на подручју Сићевачке клисуре у који се уливају њене леве притоке: Црвена река, Островичка река, Куновичка река и Јелашничка река.
Водни режим Нишаве и њених притока је првенствено условљен годишњом расподелом атмосферског талога и температуром, као и петрографским саставом тла, рељефом и распоредом вегетације ширег простора Сићевачке клисуре. Нишава је ерозивна база свим долинама, суходолцима, бујицама и јаругама које са својим долинама по правилу пресецају простор клисуре. Вода у њима повремено отиче након топљења снега или обилних падавина, док су у сушном периоду обично безводне. Кречњачки састав земљишта преко којег на појединим местима теку потоци или бујице чини да се оне понекад понашају као понорнице, јер образују подземне крашке токове.
На основу података РХМЗ Србије о квалитету воде на реци Нишави, карактеристични параметри квалитета воде углавном прелазе нормиране вредности (у односу на прописану IIа и IIб класу), и најчешће су у III класи, али се често категоришу „ван класе“.
Квалитет подземних вода је углавном задовољавајући. У принципу БПК нивои су близу или изнад граничних вредности. Нивои укупног сувог остатка су у границама, али се значајно разликују. Нивои суспендованих материја су променљиви и повремено прелазе граничне вредности. Киселост (pH) и нивои нитрата и фосфора генерално нису алармантни. Употреба пестицида и ђубрива у пољопривредним областима Сићевачке клисуре је ограничена, због (лоше) економске ситуације. Појачана активност може довести до повећане употребе пестицида, уз негативан утицај на квалитет подземних вода.
Изворишта у Љуберађи, Дивљани, Мокри и Крупцу, као део Нишавског регионалног подсистема водоснабдевања („НИВОС“), цевоводом пречника 100 cm који пролази целом дужином клисуре уз корито Нишаве све до Ниша, снабдевају квалитетном пијаћом водом већину насеља у Сићевачкој клисури. Вода је стандардно високог и поузданог квалитета.
Геотермалне воде у Сићевачкој клисури откривене су на подручју Островице. Воде имају температуру 22 °C. Издашност извора је око 10 l/sec. И поред њиховог доброг квалитета и могућности да се користи као вода за флаширање, та могућност није искоришћена.

## Мрежа насеља
Формирање и обнављање руралних насеља у којима је остала „разређена“ популација на простору Сићевачке клисуре завршено је крајем 15. века, након што је пре и током прве половине 15. века Понишавље више пута страдало у ратним разарањима турске војске (1413, 1426, 1443/1444, 1454), и било праћено масовним исељавањем становништва.
Први писани трагови о насељима у Сићевачкој клисури датирају управо из овог периода, када се у турском катастарском попису (1498) наводе Куновица, Јелашница и Просек. Ова сеоска насеља одржала су свој континуитет и током 16. века, када се поред њих први пут помињу Градиште и Долац (село). Остала насеља се не наводе у писаним документима до 19. века, али је евидентно да су формирана пре и током 18. века.
Сићевачка клисура је током турског владавине била, због својих географских карактеристика, изолована од главних саобраћајних праваца и до 18. века представљала једно од најпознатијих хајдучких пребивалишта и прихватилиште становништва Понишавља које се од Турака овде склањало у збегове. Из оваквих привремених насеља формирана су почетком 18. века Островица и Сићево, као и Равни До, зачитлучен у 18. веку или почетком 19. века. У то време су сасвим извесно постојала и насеља Црнче и Ланиште, која су 1837/1838. премештена са првобитне локације због епидемије куге, јер су због непосредне комуникације са Белопаланачком котлином била прва на удару епидемије која се у више таласа јављала из правца Софије и Пирота.
Са појавом територијалног груписања и разређивања становништва Сићевачке клисуре у другој половини 20. века, значајно је мењан традиционални размештај руралних насеља Сићевачке клисуре. Демографско пражњење насеља (Куновица, Равни До, Градиште, Црнче, Ланиште и Долац — село) и делова насеља (Село у Просеку, Средсело, Овамња, Онамња и Доња мала у Островици, Село у Ланишту и др.), као и расељавање насеља (Манастир) праћено је пресељавањем и појачаном концентрацијом становништва у новоформираним физиономским деловима Просека (Насеље Просек), Островице (Насеље Островица), Ланишта (Насеље Ланиште), Сићева (Насеље Сићево и Насеље Света Петка), и Јелашнице (Ханови, Рудничка колонија и Испод колоније).
Мрежу насеља на подручје Сићевачке клисуре чине делови градских општина Нишка Бања и Бела Паланка, при чему су сва насеља руралног типа. Од једанаест насеља; осам (72,72%), Градиште, Црнче, Равни До, Островица, Сићево, Просек, Манастир и Куновица, са 1.938 (53,75%) становника, припадају ужој насеобинско-територијалној зони (насеља и насеобинске територије у оквиру граница Сићевачке клисуре), а три (27,28%), Долац (село), Ланиште и Јелашница, са 1.668 (46,25%) становника, припадају широј насеобинско-територијалној зони Сићевачке клисуре (деловима атара у оквиру њене границе).
Од укупно броја насеља (11), седам (63,6%) спада у категорију изразито малих, испод 100 становника, која обухватају 7% укупне популације. У категорији већих насеља, са преко 500 становника спада четири (36,4%) са 93% укупне популације (према Попису становништва из 2011).
Већина насеља у клисури прихватила су античку збијеност под Чуком, али и појатску засељеност широм околине (атара). Зато се насеља на подручју Сићевачке клисуре, са морфолошког аспекта, сврставају се у два типа:
- збијени тип насеља, у долинским деловима Нишаве и побрђу, Јелашница, Просек, Островица, Сићево, Градиште,
- разбијени тип насеља, у брдским деловима, издељена на засеоке, Манастир, Црнче,

Према надморској висини издвајају се два типа насеља: брдски који је најзаступљенији (400–700 m), и долински тип (200–400 m) (Јелашница, Просек, Островица).

### Куће, дворишта и окућје
О кућама и садржајима у њиховим двориштима и окућју у античко доба, а и касније по засељавању Словена, има веома мало материјалних трагова. По аналогији са другим крајевима источне Србије, насеља у Сићевачкој клисури су била примитивна (више налик колибама и земуницама), дворишта нису постојала, а згуснутост села је била евидентна. Мало материјалних података постоји и из времена Османлијског царства.
Куће, све до почетка 20. века, биле су примитивне, прекривене сламом или грањем, неокречене, једва препознатљиве, јер је све било саграђено од природног материјала и уклапало се у околину. Најстарије куће имале су само једну просторију са огњиштем, а стока се чувала у истој кући заједно са укућанима (одвојена од њих само оградом). Унутрашњост кућа је била задимљена и чађава, јер није постојао оџак.
Касније су куће еволуирале, добиле су темељ од камена, оџак са огњиштем у коме се димило месо, а стока је издвојена од куће и „уторена“ у посебан део дворишта. Такве куће су биле заступљене за време Османлија. Како су Словени у време Османлија живели у породичној задрузи с краја владавине Османлија куће су имале и више просторија, таван и кров на четири воде (пре тога кров је био округао или полуокругао).
На простору Сићевачке клисуре, као и у целој југоисточној Србији с краја 19. века и с почетка 20. века, рађала се урбархитектура без архитеката, под великим утицајем историјских, друштвених, културолошких и других трагова Османлија.
Просторне, руралне целине, у овим крајевима, настајале су као резултат нужде или потребе да се дође до крова изнад главе увек у скромним размерама, ...зашто не рећи и врло ограничених, сиротињских материјалних могућности. Дакле, куће у којима је до тада доминирао природни материјал-тугла, слама, бондрук, дрво, сада се граде најчешће од пуне (печене) цигле, тесаног камена, и по први пут прекривају ћерамидом, да би тек нешто касније (скраја 20. века) нове технологије материјала заузимале приоритетну позицију. Куће тада добијају прозоре, на које се поставља стакло, крече се кречом, и граде стрехе и тремови (веранде, чардаци, ћошке), а како је клисура била виноградарски крај све више и подруми за смештај бачви са вином. Куће су се прво градиле у геометријској конструкцији, а касније добијају и аркаде. Тако је с почетка 20. века (између два рата) настао тзв. нишавско-моравски тип куће.
- Урбархитектура и брдски тип насеља у Сићевачкој клисури
- Вински подрум с почетка 20. века с помоћном зградом и лођом
- Сићево, је пример збијеног брдског насељапод Чуком Вишеград<
- Кућа у Сићеву с почетка 20. века,с тремом и винским подрумом.

У функционалном погледу у 20. веку матрицу руралних насеобина Сићевачке клисуре чинили су доминантно стамбени објекти, али све више и помоћне зграде, за смештај летине, пољопривредних алатки, превозних средстава, стоке, издвојених огњишта итд. Тако су сеоска дворишта стешњена ограниченим простором рељефне пластике клисуре, постајала све тешња и пренатрпанија објектима. После Другог светског рата куће су почеле да добијају боља конструкциона решења: већи број просторија, трем, патос уместо земље чвршћи грађевински материјал (бетон, цреп, цемент, циглу, гвожђе). Дворишта су почела да се диференцирају у башту, (ограђену од стоке) и економски део у коме се обављала привредна делатност. Тако су се куће у свом изгледу све више удаљавале од своје традиционалне (нишавско-моравске) основе.

### Викенд насеља, постанак и размештај
Привремена насељеност у Сићевачкој клисури има вишевековни континуитет а у прошлости је била искључиво везана за развој привремених сточарских насеља, која су до средине 20. века имала велики значај у сеоском привређивању овог краја. Паралелно са процесом њиховог одумирања с краја 20. и почетком 21. века развијају се викенд насеља, као нове форме привремене насељености (сезонске и повремене) Сићевачке клисуре. Имајући у виду специфичности развоја викенд насеља, чија је основна намена потреба становништва за одмором и рекреацијом, последњих двадесет година, са пресељавањем домаћинстава у станове за рекреацију, све присутнија је промена њихове првобитне намене, у 13,2% објеката према подацима из 2001.
Викенд насеља у Сићевачкој клисури лоцирана су у подножју врхова Суве планине (1.810 m) и Сврљишке планине (1.334 m), на долинским странама Нишаве у висинском појасу од 220 m (Ћемер) до 420 m (Курашница). Викенд насеља у Сићевачкој клисури су саграђена у атрактивним зонама очуване природе и добре саобраћајне повезаности са Нишом, као најближим урбаним центром, што је уз утицај осталих фактора погодовало процесу трансформације привремене (викенд) насељености у трајну (сталну) насељеност.
Петнаест викенд насеља (са 93,4% викенд кућа) налази се на следећим локацијама у Сићевачкој клисури, на подручју:
- Сићева седам (Кулина, Кусача, Кутлеш, Мечи дол, Света Петка, Црвеница и Шутевац),
- Просека и  Манастира четири (Коњуша, Ћемер, Крња, Манастир и северни део Влашке шуме),
- Куновице, Островица, Ланишта и Јелашнице налази по једно викенд насеље (Курашница, Насеље Островица, насеље Ланиште и јужни део Влашке шуме).

У овим насељима размештено је 983 викендица (од укупно 1.179, према попису из 2002), што у односу на шездесете године 20. века, када их је на овом простору било регистровано 97, представља десетоструко увећање. Стамбене зграде предвиђене за одмор, јављају се разбацане у оквиру или у непосредној близини сеоских насеља.

## Становништво
Расположива историјска грађа, и други извори, указују на вишевековну насељеност Сићевачке клисуре претежно српским становништвом. Праћење континуитета стариначког становништва, које већином датира из средњовековног периода, у великој мери је отежано због променљивости и наглашене нестабилности овог простора под дејством многобројних и разноврсних историјско-географских прилика–ратна разарања праћена исељавањем становништва и каснијим обнављањем насеља, постојање привремених насеља („збегова”), читлучење појединих насеља итд.
Прерасподеле становништва је основна одлика развоја насеља Сићевачке клисуре;
- насељавање (досељавање) или пресељавањем из слабије развијених села у економски значајнија насеља,
- демографско пражњење великог броја насеља и расељавање појединих села.[54]

### Досељавање становништва
Досељеничко становништво насеља Сићевачке клисура је највећим делом пореклом из суседних насеља, крајева и земаља (Бугарска) и може се груписати у три основне групе:
Најстарији досељеници (позни период турске владавине)
Досељеничке фамилије које припадају групи старијих досељеника заступљене су у следећим насељима: Равни До, (пореклом су из околине Сврљига, Заплања, Клења, околине Пирота, Малче, Куновице), Ланиште (пореклом су из Гулијана, Бугарске и суседног села Црнче), Долац–село (пореклом су из Бугарске и Горњег Риња) и Сићева (из околине Сврљига из Чокота).
Стари досељеници (од почетка 20. века до Другог светског рата)
У старије досељенике спадају фамилије и породице у насељима Долац–село (пореклом из Градишта), Куновица (пореклом из Чукљеника) и Јелашница (где је у већем обиму било присутно досељавања породица разноврсног миграционог порекла са простора Србије, па и шире, након отварања рудника угља (1889), а поготово између два светска рата).
Нови досељеници (средина 20. — почетак 21. века)
Групи нових досељеника на овом простору припадају породице досељене након завршетка Другог светског рата већином у насељима Просек, Јелашница, Сићево и Островица. У овим насељима је уједно и највеће учешће имиграционог у укупном становништву Сићевачке клисуре–37,5%, од чега је највећи број (92,4%) досељено после Другог светског рата.
| Преглед насеља у Сићевачкој клисури и кретање укупне популације у њима од 1878. до 2011. |       |       |       |       |       |       |       |       |       |       |
| Насеље                                                                                   | 1878. | 1921. | 1948. | 1953. | 1961. | 1971. | 1981. | 1991. | 2002. | 2011. |
| Градиште                                                                                 | 377   | 435   | 541   | 517   | 392   | 234   | 174   | 98    | 65    | 8     |
| Долац (село)                                                                             | 305   | 420   | 146   | 139   | 146   | 153   | 137   | 99    | 72    | 52    |
| Јелашница                                                                                | 953   | 1.500 | 1.817 | 2.078 | 2.347 | 1.853 | 1.771 | 1.724 | 1.695 | 1.566 |
| Куновица                                                                                 | 275   | 475   | 637   | 612   | 572   | 375   | 277   | 181   | 101   | 46    |
| Ланиште                                                                                  | 111   | 153   | 285   | 263   | 204   | 155   | 133   | 106   | 68    | 50    |
| Манастир                                                                                 | -     | 155   | 122   | 118   | 101   | 27    | 6     | 2     | 2     | 6     |
| Островица                                                                                | 889   | 1.136 | 1.283 | 1.290 | 1.209 | 1.018 | 889   | 767   | 603   | 464   |
| Просек                                                                                   | 354   | 304   | 287   | 318   | 328   | 384   | 438   | 470   | 600   | 586   |
| Равни До                                                                                 | 174   | 252   | 435   | 380   | 378   | 295   | 213   | 148   | 102   | 54    |
| Сићево                                                                                   | 911   | 1.097 | 1.361 | 1.368 | 1.389 | 1.268 | 1.093 | 1.012 | 1.007 | 737   |
| Црнче                                                                                    | 236   | 385   | 489   | 467   | 432   | 351   | 223   | 114   | 64    | 37    |
| Укупно                                                                                   | 4.585 | 6.312 | 7.403 | 7.550 | 7.498 | 6.113 | 5.354 | 4.721 | 4.376 | 3.606 |

### Редистрибуција-расељавање и исељавање становништва
Редистрибуција становништва је основна одлика савременог развоја насеља Сићевачке клисуре и последица је прерасподеле становништва пресељавањем из слабије развијених села у економски значајнија насеља, као и демографског пражњења великог броја насеља и расељавања појединих села.
Исељавање становника из Сићевачке клисуре присутно је у свим фазама насеобинског развоја. Тешко га је прецизније реконструисати за време турске владавине, али је свакако било присутно, у мањем или већем обиму, током важних историјских догађаја ширег подручја у првој половини 15. века (ратно разарање Понишавља), крајем 17. века и почетком 18. века (Велике сеобе Срба), почетком 19. века (Први и Други српски устанак), средином 19. века (Нишка буна) и касније.
Редистрибуцију становништва карактеришу пресељавања становника из слабије развијених села; (Градиште, Ланиште, Црнче, Долац (село), Куновица, Равни До и Манастир) у економски значајнија насеља (Сићево, Островица и Јелашница), као и пресељавањем житеља на нове локације (поред постојеће и новопланиране трасе магистралног пута
Ниш–Димитровград) и формирањем физиономских делова у оквиру постојећих атара, повољнијих са аспекта савременог начина живота и рада руралне популације.
Поред наведеног досељавања становништва из пасивних насеља Сићевачке клисуре, на овим локацијама је присутна и значајна концентрација становништва из матичних села, пресељених из старих физиономских делова у нове (нпр. у Насељу Просек се налази 41 кућа Просечана, у Насељу Островица 40 кућа островичких фамилија, у викенд насељу Влашка Шума 18 кућа Јелашничана...).
До средине 18. века досељавање је имало већи обим од исељавања, обзиром да се становништво склањало од Турака и формирало збегове у Сићевачкој клисури. Део популације се трајно задржао, а познато је да су из таквих збегова формирана села Сићево и Островица. По ослобођењу од Турака исељавање становништва је било присутно у мањем обиму (трајно пресељавање печалбара у околину Смедерева, Румунију и друге крајеве), обзиром да насеља бележе континуирани пораст укупне популације.
Интензиван индустријски развој околних урбаних центара (Ниш, Бела Паланка, Пирот) праћен је, од 1960. до 1990, исељавањем становништва, највећим делом у Ниш и његова приградска насеља. На тај начин је дошло до демографског пражњења мањих и економски слабијих насеља Сићевачке клисуре.
Просек је једино насеље у Сићевачкој клисури са континуираним порастом укупне популације од средине 20. века до 2002. (поготово од 1990), а Јелашницу, Островицу и Сићево карактерише стагнација становништва са тенденцијом опадања задњих деценија.
Према резултатима пописа из 2011. тенденција опадања становништва је регистрована у свим насељима Сићевачке клисуре. Најзначајнија је у насељима Градиште, Сићево, Куновица, Островица, Црнче, а једино у Просеку није било битних промена.

## Привредне делатности
Привреда насељених места у Сићевачкој клисури налази се у фази рецесије и карактерише је пад друштвеног производа, висока стопа незапослености, застарелост машина и опреме, ниска продуктивност рада и економичност пословања. Главне привредне делатности су виноградарство, традиционална пољопривреда (ратарство, сточарство, пчеларство и скупљање лековитог биља и шумских плодова), док су делатности терцијарног сектора слабо развијене (трговина, угоститељство, туризам и саобраћај).
Насељена места у Сићевачкој клисури која су територијално у саставу Општине Бела Паланка (која је међу 40 најнеразвијенијих општина на територији Републике Србије) истих су карактеристика неразвијености са насељима приближне величине у овој општини. Ништа боља ситуација није ни у насељима која припадају развијенијој Општини Града Ниша. Највећи део привредне активности одвија се у седиштима наведених општина (Ниш и Бела Паланка), па зато радно способно становништво насеља Сићевачке клисуре гравитира насељима која су ван овог подручја.
Плодно земљиште, погодно за ратарску производњу, заступљено је у мањем обиму, углавном у нижим подручјима клисуре дуж Нишаве и у Островичкој котлини, где се смењује са ливадама и шумама. Због велике уситњености пољопривредних поседа, смањене су могућности употребе савремених агротехничких мера и пољопривредне механизације, приноси су прилично скромни.
На овом простору, постоје услови за развој виноградарства и воћарства, традиционално везаног за производњу грожђа, шљиве и јабуке, а у последње време све атрактивнију производњу јагодичастог и бобичастог воћа, нарочито малине и купине. Воћарство је такође, недовољно развијено и одликује се екстензивношћу и ниским приносима по стаблу.
Виноградарство, као традиционална грана пољопривреде, по чему је вековима познат овај крај негује се у ободним деловима Сићевачке клисуре, највише у Сићеву (које је 1924. имало 960.000 чокота винове лозе), Просеку и Островици.
У последње време, у складу са режимима заштите Сићевачке клисуре, као посебне гране пољопривреде све више добијај на значају, сакупљање шумских плодова и лековитог биља, производња органски гајене хране и риболовни туризам (с обзиром на очувану животну средину, у подручјима клисуре без употребе минералних ђубрива, пестицида и осталих агрохемијских мера).
Лековито биље које се јавља на овом подручју је многобројно највећи значај имају: камилица — Matricaria chamomila L, кантарион — Hypericum perfolatum Lo, мајчина душица — Thymus serrpyllum L., хајдучка трава — Achilea milefulium L, глог — Crategus monogyna Jucd., зова — Sambucus nigra L., клека — Juniperus communis L., divlja ruжа — Rosa canina L. i многе друге. За фармацеутске сврхе од лековитог биља користе се надземни делови: лист, цвет, плод, и подземни делови: корен, који се посебним методима дорађују и прерађују у финалне производе.
Међу плодовима шумског дрвећа и других биљака у овом подручју највећи значај имају: боровница — Vaccinium myrtilus, купина — Rubus ulmitolius, јагода — Fragaria vesca, малина — Rubus idaeus, глог — Crataegus sp., клека — Juniperus communis, лешник — Corylus avelana, дрен — Cornus mas, дивља јабука — Malus silvestris, дивља крушка — Pyrus piraster, дивља трешња — Prunus avium итд.
Велики део пољопривредних површина је под ливадама и пашњацима, што је компаративна предност подручја Сићевачке клисуре за развој сточарства. Међутим услед слабе примене агротехничких и агрохемијских мера, приноси траве и сена на ливадама и пашњацима су скромни (углавном се може извући један откос), и зато се углавном користе за слободну испашу. Зато је сточарство и сточарска производња за тржиште, и поред компаративних предности подручја, недовољно развијена и усмерена углавном на задовољење личних потреба локалног становништва. Приметна је и слаба заступљеност фармских животиња по јединици пољопривредне површине, а услови у којима се чувају животиње су најчешће неадекватни и просторно и хигијенски.
Хидропотенцијал Нишаве у Сићевачкој клисури, у привредне сврхе, искоришћен је за сада на два места изградњом мале хидроелектрана у Островици (МХЕ „Света Петка“) и Сићеву (МХЕ „Сићево“).
Прва хидроелектрана била је МХЕ „Света Петка“ (или „Вила са Нишаве“ како је из милоште зову мештани), снаге 0,60 MW, прве киловате електричне енергије, произвела је 21. септембра 1908. Од те године она није престајала са радом више од сто година. За изградњу МХЕ „Света Петка“ заслужни су мештани села Сићева, и њен иницијатор Тодор Миловановић, тадашњи председник општина Ниш. Они су чак ступили и у контакт са нашим великим научником Николом Теслом, који је идејни пројектант ове мини хидроелектране (МХЕ). Тесла је због тога проглашен почасним грађанином Сићева. МХЕ „Света Петка“ почела је са радом 13 година после прве хидроелектране на свету изграђене на реци Нијагари (1895. — САД) и била је прва државна електрана која је осветљавала град Ниш. Професор Техничког факултета у Београду, Аћим Стевовић пројектовао је брану, канале и зграде, док је комплетна опрема купљена у Немачкој од фирме „Siemens Schuckert Werke“ и дан данас је у функцији. Електрична енергија је до Ниша стизала далеководом дужине 25 km под напоном од 8 kV.
| Техничке карактеристике.  | | |
|                           | МХЕ „Света Петка“ | МХЕ „Сићево“ |
| Инсталисани проток        | 10,50 m³/s | 20 m³/s |
| Инсталисана снага         | 0,60 MW | 1,35 MW |
| Турбине                   | - Две Francis турбине, произвођача „Ј. M. Voith Heidenheim“ (1908) - Једна Pelton турбина, произвођача „Ј. M. Voith Heidenheim“ (1931)                                                                                 | - Три Francis турбине, произвођача„Ј. M. Voith Heidenheim“ (1931 и 1938) |
| Генератори                | - Два генератора трофазне наизменичне струје, произвођача „Siemens-Schuckert Werke Wien“ (1908)- снага: по 200 kW - Један генератор трофазне наизменичне струје, произвођача „Siemens-Schuckert“ (1927)- снага: 200 kW | - Два генератора трофазне наизменичне струје, произвођача „Siemens-Schuckert Werke Wien“ (1931)- снага: по 352 kW - Један генератор трофазне наизменичне струје, произвођача „Brоwn, Boveri & Co.“ Mannheim (1938)- снага: 644 kW |
| Могућа годишња производња | 3,10 GWh | 3,70 GWh |

Друга мала хидроелектрана „Сићево“ изграђена је скоро на самом крају уског и стрмог кланца Сићевачке клисуре, у подножју села Сићева. Око шест километара низводно од MХЕ „Света Петка“, налази се велика покретна брана МХЕ „Сићево“. Основу за изградњу ове електране представљала је концесија коју је град Ниш добио за потребе изградње MХЕ „Света Петка“. Радови на изградњи МХЕ „Сићево“ снаге 1,35 MW, започети су маја 1921. ангажовањем инжењера Деклера из Беча, чији је задатак био да сними терен и прикупи потребне податке на основу којих је фирма „Siemens-Schuckert“ израдила пројекте. Грађевински радови су започели 8. октобра 1928. И када се очекивао завршетак радова, у лето 1929, десило се невероватно невреме са поплавом, која је однела већи део грађевинског материјала са градилишта и оштетила добар део изведених радова. Слична непогода задесила је градилиште и наредне године, тако да је све то утицало на продужетак рокова и поскупљење радова. Хидроелектрана „Сићево“ коначно је 1931. прво пуштена у пробни рад, а почетком децембра 1931. и у редовни погон, са две године закашњења, или девет година од набавке опреме. МХЕ „Сићево“ је и данас у функцији као саставни део Електропривреде Србије.

## Флора и фауна
Према оскудним забелешкама путописаца у античком и средњовековном добу простор између Нишке и Белопаланачке котлине Плоча, Куновичка површ и Сићевачка клисура био је појас непрегледних и тешкопроходних шума. Десни, северни обод клисуре је обешумљенији у односу јужни обод који припада Сувој планини. Глави разлог за то је састав кречњака, већа инсолација јужних падина и добрим делом неконтролисана сеча, па и спаљивање шума у 19. веку.
Део некадашњег шумског покривача Сићевачке клисуре данас чине у вишим пределима букве а у нижим храст у разним варијантама. Доминантно је изражена у миграцијом испражњеним подручјима Сићевачке клисуре појава природне вегетације (ниског растиња) у виду жбуња, шикаре, шибља итд.
И поред тога што су сужења Сићевачке клисуре, на први поглед сурова са својим оголићеним стеновитим странама, оне имају велики значај у очувању реликтних флорних врста из терцијера. Први услов је, пре свега, очување рефугијалног карактера станишта и клисуре у целини. Други услов је, податак да је Сићевачка клисура, као и друге клисуре средњег Понишавља у просеку топлија од других српских клисура, као и да се њене стеновите стране изложене југу јако загреване у току дана. Међутим, за Сићевачку клисуру је од значаја и то да је у целини заклоњена и да има већу релативну влажност од свог окружења. Такође су у њој ублажена дејства мразева, ветрова и суша, а магла се јавља чешће и траје дуже. Појава јаких јутарњих роса уме да буде честа појава због повећане релативне влажности ваздуха. Присуство субмедитеранских врста то апсолутно доказује, јер њима јако погодује модификована мезо клима клисуре са својим повећаним присуством влаге у ваздуху и смањеним екстремима температуре.

### Флора
У флористичком богатству и разноврсности подручја, Сићевачка клисура се одликује присуством 68 регистрованих ендемских врста биљака, међу којима посебно место заузимају локални ендемити. Досадашње анализе су показале да три врсте, које насељавају клисуру, припадају категорији за које се основано сумња да су ишчезле на другим територијама Србије. У категорију крајње (критично) угрожених врста (ЦР) припада 20, категорију угрожених врста (ЕН) 30, категорију рањивих (ВУ) 80, категорији врста ниског ризика угрожености 125, док за 9 врста нема довољно података о распрострањености.
Међу реликтним врстама терцијарне флоре Европе као реликтне у Сићевачкој клисури се помињу две врсте рода Рамонда (Ramonda serbica), Ramonda nathaliae и жалфија (једна од најстаријих медицинских биљака), које су остатак суптропске флоре Европе и Медитеран а вероватно су афричког порекла. Ramonda serbica је најсроднија са балканском врстом Ramonda nathaliae од које се претпоставља одвојила, још током терцијарне полиплоидије у самосталну врсту. Бројност популације рода Рамонда у Сићевачкој клисури, на 5 м², варира од 10-350 индивидуа у зависности од конфигурације стена и вегетације. Присуство жалфије на овом подручју објашњава се тиме да животни услови у овој „медитеранској оази” не излазе из оквира историјски условљене еколошке валенце жалфије и осталих термофилних биљака заступљених у асоцијацији (Artemisio-Salvietum officinalis), што свакако представља основни узрок њиховог опстанка у рецентном периоду на овом подручју.
Наведене реликтна врсте Сићевачка клисура законом су заштићена у Србији као природна реткост.
- Део терцијерне реликтне флоре Сићевачке клисуре
- Наталија рамонда (Ramonda nathaliae)
- Српска рамонда (Ramonda serbica)
- Жалфија, кадуља (Salvia officinalis

Биљка Orobanche serbica G. Beck et Petrović 1885 је по први пут нађена у Сићевачкој клисури испод Плеша. Примерци нађени на овој локацији узимају се као холотип за компарацију.
На крашким, оголелим теренима клисуре расту и две врсте жедњака: Sedum album (бели) и Sedum acre (жути), као и значајно присутна трњина Prunus spinosa.
Наведене врсте представљају најзначајније ендемите. Ареал-спектар ендемичних биљних врста веома јасно указује да се флорогенеза Сићевачке клисуре одвијала под веома специфичним условима, који се карактеришу сплетом средњоевропских, медитеранско-субмедитеранских и планинских утицаја, што је последица висинске и морфолошке разуђености терена и бурне геолошке историје читавог подручја.
На подручју Сићевачке клисуре бројним истраживањима откривена су и значајна налазишта мајчине душице, ртањског чаја (чубре), хајдучке траве, кантариона, клеке и других медоносних и лековитих биљака.

### Фауна
Од дивљачи вредне помена у Сићевачкој клисури присутни су: зечеви (Lepus europeaus), лисице (Vulpes vulpes) и у задње време шакал (Canis aureus). Среће се ретко и дивља мачка (Felis silvestris), док је рис (Lynx lynx) потпуно истребљен, иако је у литератури забележено да су обронци Суве планине била његово станиште. У Нишави има видре (Lutra lutra), мада врло ретко и све мање након редукције рибљег фонда на критичан ниво.
Такође на простору Сићевачке клисуре има јазаваца (Meles meles), творова (Mustela putorius), ласица (Mustela nivalis), јежева (Erinaceus europaeus), кртица (Talpa europaea), а од глодара веверица (Sciurus vulgaris), слепих кучића (Spalax leucodon), шумских и пољских мишева (Apodemus agrarius) и пацова.
Од гмизаваца треба поменути шумску корњачу (Testudo hermanni), која своје станиште има на потезу Куновице. Змије су заступљене са смуком (Zamenis longissima), доста бројним поскоцима (Vipera ammodytes), шарком (Vipera berus) и у водотоковима Нишаве и њених притока белоушком (Natrix natrix).
- Змије заступљене на простору Сићевачке клисуре
- Шарка (Vipera berus)
- Поскок (Vipera ammodytes)
- Белоушка >(Natrix natrix)
- Смук (Zamenis longissima)

До сада је на подручју Сићевачке клисуре регистровано око 100 врста птица, од чега око 75 гнездарица. Врста која чини подручје међународно значајним је највећа сова на свету, буљина (Bubo bubo) и још 32 врсте ретких птица међу којима се као најзначајније, гнездарице наводе: осичар (Pernis apivorus), грабљивице; сури орао (Aquila chrysaetos), сиви соко (Falco peregrinus), краткопрсти кобац (Accipiter brevipes), орао змијар (Circaetus gallicus), лешинари; ћук (Otus scops), средоземна белогуза (Oenanthe hispanica), црвеноглави сврачак, жутокљуна галица и стрнадица камењарка, пољска јаребица (Perdix perdix), раније доста бројна јаребица камењарка (Alectoris graeca), голубови гривнаши (Columba palumbus) и дупљаши (Columba oenas), грлице (Streptopelia turtur) — којих је све мање, гугутке (Streptopelia decaocto), које као да потискују грлице), креје (сојке), зелене жуне (Picus viridis), детлићи (Picidae), препелице (Coturnix coturnix)), пољске шеве и у прелету за хладних зима уочена је појаве дивљих пловака и гусака. Према неким истраживањима Костића забележено је „да се дивљач данас знатно проредила услед крчења шуме и настањивања, а једним делом и због исушивања тресава“
- Део најзначајнијих птица у Сићевачкој клисури
- Сури орао (Aquila chrysaetos)
- Јаребица камењарка (Alectoris graeca)
- Сиви соко (Falco peregrinus)

До скора је у клисуру из правца Мосора, једног од врхова Суве планине долетала и угрожена бела кања (Neophron percnopterus), а клисура је једно од последњих познатих гнездилишта угроженог кршког сокола у Србији. Голети изнад Сићевачке клисуре су биле једно од највећих гнездилишта јаребице камењарке (Alectoris graeca) у Србији, која је данас знатно ређа. Особеност овог подручја представља и мала колонија ретке беле чиопе (Apus melba).

## Историја
Сићевачка клисура је од најранијих времена представљала једну од најважнијих спона између Европе са једне и Азије и Африке са друге стране одакле су у старим епохама долазили најважнији утицају и импулси за развоја друштвених културних и економских односа. Кроз Сићевачку клисуру су пролазили главни магистрални европски правци на Балкану, почев од тзв. „вија милитарис“ у периоду Рима и Византије, „цариградског друма“ у средњовековном периоду у доба Османлија до трансевропског ауто-пута Е75 и његове источне гране Е80 у 21. веку, који Сићевачку клисуру чине раскрсницом Европе са Малом Азијом и Црноморског подручја са Медитераном.
Зато се трагови материјалне културе на простору Сићевачке клисуре могу пратити од праисторије, преко Рима и Византије, до поствизантијског периода. Слабо насељена и без квалитетних путева, Клисура није много помињана за време Османске владавине. Са појавом хајдука она је постала њихово стециште, у новоформираним насељима, а са просецањем пруге с краја 19. века и пута у 20. веку и стециште бројних путописаца, историчара, уметника који су у њој оставили трагове савремене материјалне културе
Поред тога што се у географском погледу Сићевачка клисура „одликује великом затвореношћу природних веза са околним областима“, кроз историју она је била врло често и простор преко кога се протезала нека граница (етничког или административног карактера) великих држава и царстава, или је била „квази гранично подручје“ малих кратковечних државица, „које су у ствари представља синдром Балкана“.
Три основне одлике које су у прошлости и садашњости биле одлучујуће за развој Сићевачке клисуре, њено место у окружењу и стање очуваности природних вредности су;
| Основне одлике Сићевачке клисуре у прошлости и садашњости од значаја за развој, место у окружењу и стање очуваности природе | |
| Одлике | Особености основних одлика |
| Географска | Ова особеност клисуре огледа се у њеној изолованости и одвајању, која је проистекла из орографске затворености простора високим ободима планина, једно време покривеним густим непроходним шумама и њиховим секундарним творевинама. |
| Положајна | Положајна припадност важном магистралном правцу Исток–Запад, определио је Сићевачку клисуру као простор кроз коју су увек ишле војске и бројна миграциона кретања становника Балкана                                                 |
| Гранична | Гранични положај простора клисуре преко кога се протезала нека граница (етничког или административног карактера), можда је и одлучујућа одлика Сићевачке клисуре из које су проистекле и друге последице.                            |

### Сићевачка клисура у праисторији
Територија Балканског полуострва била је настањена од прадавних времена. Научници сматрају да су земље западне и средње Европе биле насељене већ у првом одсеку плеистоцена (дилувиј, ледено доба), а да се у областима Балканског полуострва човек појављује у периоду последње квартарне глацијације (Вирмска глацијација). У то доба хладне климе пре више од 40.000 година, вечити лед спуштао се до 1.500 метара надморске висине. То су потврдила и недавно завршена археолошка истраживања двају пећина — Велике и Мале Баланице (од 2006—2010), у околини насеља Сићево у Сићевачкој клисури. Према тврдњама проф. др Душана Михаиловића, спроведена истраживања, на овом налазишту омогућила су прикупљање више хиљада алатки које је произвео прачовек-неандерталац који је живео на овом простору Србије у друштвеним заједницама од 10-15 чланова, од једне до три биолошке породице које су се углавном бавиле сакупљањем плодова и ловом.
Ова истраживања допуњена су и проналаском из дубљих, старијих слојева, пећине Мале Баланице, где је откривена вилица хоминида, још древније људске врсте, која је претходила неандерталцу. Што значи да су исту пећину, али у различита времена, настањивала два типа прачовека, највероватније пре више од 150.000 до 600.000 година.
Најновијим истраживањем Вилијама Ринка, из Канаде, утврђено је да је фосил вилице из Беланице стар најмање 397.000 година тј да је вероватно старији од 525.000 година, и да пронађена вилица представља најстарији источноевропски фосил средњоплеистоценских хоминида.

### Сићевачка клисура — граница Трибала и Дарданаца
У 6. веку п. н. е. Трибали и Дарданци су били највећа и најмоћнија племена у средњем делу Балканског полуострва. Централна област Трибала, „трибалска равница“ је ишла преко Понишавља. Лабава етничка граница са источним суседима, Дарданцима, највероватније се успостављала на линији која је својим особеностима физичкогеографског карактера то унапред одређивала. Претпоставка је да би то могла бити тешко проходна Сићевачка клисура и масив Суве планине. Та граница сигурно није била оштра, па је долазило до етничких мешања на овом простору између Трибала и Дарданаца.
Млађе гвоздено доба на тлу Србије обележено је доласком Келта и продорима хеленске цивилизације. Келти су покорили Трибале, заузели су део аутаријатске територије и заједно с њима образовали моћно племе Скордиска које је обитавало и на простору Сићевачке клисуре.

### Сићевачка клисура — римска административна граница
Продор Римљана на Балканско полуострво почео је крајем 3. века п. н. е. У временима римског надирања на Балкан, Понишавље и Сићевачка клисура у њему имају статус граничног подручја. Прабалкански народи који су у то време затечени на овим просторима, у тежњи да одрже свој идентитет, једним делом су се склањали и на простор географски изоловане Сићевачке клисуре и Суве планине како би се са тог простора жестоко супротстављали надирућој Римском царству. Зато се већи део тих сукоба одигравао и на овим просторима тј у средњем Понишављу.
Укључивање данашње територије Србије у Римску империју и формирање провинција ишло је постепено и тек је Марко Лициније Крас 29. и 28. п. н. е. у великом походу из Македоније на Мезе, Трибале и Дарданце и двогодишњег ратовања покорио Понишаваље и дефинитивно направио провинцију Мезију у чији састав је ушао и простор Сићевачке клисуре, која је у границама велике римске империје, у пограничном подручју провинције Мезије (или ближе одређено Горња Мезија).
Горња Мезија је захватала највећи део Србије. Само један мали део на југоистоку припадао је трећој области, Тракији. Источна граница Мезије од Куманова преко Трна ишла је северозападно између Беле Паланке и Пирота. На Плочи и Сићевачкој клисури налазила се предеона граница између градских срезова (регија) Наиса — Ниша (лат. Regio Naisstensis) и Ремесијане — Беле Паланке (лат. Regio Remesiannis).
Из римског периода треба поменути и „Војнички пут“ (via militaris) или „Римски Војнички пут“ који је због непроходности обилазио Сићевачку клисуру са јужне стране, и из Ниша водио кроз раван котлине у долину Куновице, па је преко платоа Плоче прелазио развође Куновице и Црвене Реке и водио у Сердику и даље у Константинопољ. „Један натпис поред пута Naissus — Serdica (у месту Ихтиман код Софије) бележи да су за владе Нерона, 61. године наше ере, дуж пута (via militaris) подигнуте крчме и преноћишта (tabernae et preatoria), из чега се закључује да је већ у то доба пут углавном био завршен“ За надгледање овог пута служила су и многобројна утврђења, саграђена у облику четвороугла, са округлим кулама или појединачне куле, као и многобројне насеобине римских ветерана и других колониста.

### Сићевачка клисура у средњем веку
После поделе Римског царства 395. године н. е. на Западно и Источно (Византија) ово друго је наследило непрестане борбе са суседним племенима на простору Источне Србије. У време Јустинијана (527—565) дошло је до стабилизације стања, али потом је уследила најезда Авара и Словена на простор Понишавља и данашње Источне Србије. Словени су започели досељавање на простор Сићевачке клисуре у 5. веку.
Најстарија историја овог простора све до Стефана Немање била је у знаку непрестаних борби, било са Бугарском, било са Византијом, уз истовремену унутрашњу борбу српских кнежева — чланова исте породице — за превласт. Од треће деценије 12. века Угарска постаје трећа држава која ће утицати на историју Срба. У угарско-византијским борбама између 1165. и 1167. први пут се на овим просторима спомиње име Стефана Немање и српске државе.
У средњовековно доба (од 12. до 14. века, Сићевачка клисура је била у саставу српске државе. И поред тога што је Немања имао озбиљне намере да Ниш учини престоницом (у коме је подигао цркву Светог Пантелејмона), стечено велико пространство могао је да обезбеди само уз помоћ спољне подршке. Византија је само чекала да пређе у офанзиву.
После Немањиних ратова на истоку (1183—1190), и пораза Немање у сукобу са византијским царем Манојлом I Комнином, Сићевачка клисура је територијално припала Нишавској жупи. Наредне године доносиле су несигурност подручју средњег Понишавља и Сићевачке клисуре. У историјско–географским изворима ова се жупа зове Област нишавска. Око 1220, када је Понишавље било на територији великог жупана Вукана, ова област је чинила посебну жупу у једном од нишавских предела. Ипак, њен положај и у овом периоду може да се третира као погранични (види мапу).
У наредним периодима Понишавље је под влашћу краља Душана, након што су Краљевић Душан и српска властела у Зети решили да је куцнуо час да се учини крај владавини Стефановој. Њихово уверење утврдио је преврат у Бугарској, у којој је за цара проглашен Јован Александар. Његове претње Србији озбиљно су угрожавале и државне границе и саму државу која је једним делом ишла простором Сићевачке клисуре. Душан је убрзо, уз помоћ зетске властеле, кренуо на оца, лако га савладао и заробио. Душан се крунисао за краља 8. септембра 1331, а свргнути отац и владар умро је после неколико месеци, новембра исте године. Убрзо је започео период великих освајања у правцу југоистока.
После смрти Душанове, Србија је ушла у ново раздобље своје бурне историје. Доба у коме су локални феудални господари преузели водећу улогу и угрозили првенство централне власти. Цар Урош V, син цара Душана, није имао ни снаге ни мудрости да им се супротстави. Није много времена прошло пре него што се Душаново царство није сасвим распало.
Распад Душанове Србије и нејединство српске властеле између 1338. и 1386. користе Османлије и освајају Понишавље. Гранични положај подручја Сићевачке клисуре у овом периоду огледа се и у томе што је на северном ободу била и граница Сврљишког кадилука, односно Сврљишке нахије из Видинског санџака и Нишког или Пиротског кадилука, односно Нишке или Пиротске нахије из Софијског санџака.

### Сићевачка клисура у Османском царству
У време под окупацијом Османлија Сићевачка клисура, као и Нишка и Белопаланачка котлина припадала је Софијском санџаку, од времена оснивања Османског царства па све до 18. века. Софијски санџак припадао је Ејалету Румелија, а Османлије су га основале 1393, одмах после битке на Косову 1389. након што су почели да учвршћују своју власт на Балканском полуострву. Велики Софијски санџак, од краја 14. века до последње деценије 15. века, је обухватао сво Нишавље и град Ниш.
У то време није постојао Нишки санџак, јер је Ниш припадао Софијском. На основу једног пореског списка (главарине, харача) Румелијског ејалета идентификована је граница санџака, па се поуздано зна да она није на истоку прелазила Суву планину и Сићевачку клисуру.
Скоро у целокупном периоду Османског царства, све до најмлађег османског доба, белопаланачка област је била управно везана за Пирот. Имајући у виду регионално-географски значај подручја, у Пироту је успостављена и административна функција, још од најстаријих времена Османске владавине — Пиротски кадилук Софијског санџака, што је умањило потребу за кретањима преко простора Сићевачке клисуре и Суве планине ка Нишу.
У османлијском дневнику похода од 1521. о војевању султана Сулејмана Величанственог против Београда, каже се...да је у уторак 20. јуна 1521. био конак царске ордије у Извору. У том дневнику се помиње конаковање и у Сићевачћкој клисури, што је сасвим нормално за војску такве величине. И у дневницима осталих војних похода Сулејмана Сјајног 1526, 1529, 1532, 1542, 1565. на Угарску, такође се говори о насељу Извор. Оволики број похода са „спремањем захира и осталог што треба“ сигурно није могло издржати место таквих потенцијала као што је село Извор и оно је у првој четвртини 16. века потпуно замрло.
Средином 15. века, по свој прилици као и на планини Мојсиње, почело је насељавање Сићевачке клисуре од калуђера емиграната и другог становништва са истока, које се пред налетом Турака повлачило ка западу. У овом таласу око средине 15. века стигли су монаси са истока, највише Грка и Бугара, али и са Свете горе. Овај прилив монаштва у држави кнегиње Милице и деспота Стефана Лазаревића осећа се у источном Поморављу. И у околини Ниша јача активност монаха која се огледа у већем броју манастира.
Са успостављањем нове територијалне подела пашалука, којом је белопаланачки предео у 18. веку потпао под Нишки пашалук настаје оживљавање простора Сићевачке и Јелашничке клисуре услед провођења Цариградског друма преко Плоча и повезивања насеља у изворишном делу Црвене реке и осталом делу Белопаланачке котлине. Овим везама, јужним ободом Сићевачке клисуре, наведени предео је саобраћајно-економски био упућен на Ниш као значајан привредни центар.
На Сићевачкој клисури и Сувој планини, од 14. до 18. века, па и доцније, постојала је предеона међа етнографског појаса тзв. „пиротског Шоплука, који је раније Сићевачка клисура знатно преграђивала према западу и Биначком Поморављу.

### Сићевачка клисура на граници између Србије и Турске од 1837. до 1877.
Од 1833. када је шест јужних нахија прикључено Србији, источни део Сићевачке клисуре и њених насеља (нпр. Градиште, које је било веће насеље) постала су погранична подручја између Србије и Османског царства. Граница између Србије и Османског царства 1837. је прво комисијски утврђена, а тек касније је постављена и физичка граница тзв. граница од плота. О постављању ове физичке препреке говори наредба кнеза Милоша Обреновића од 28. јула 1837. у којој је војном команданту дунавско-тимочком пуковнику Стевану Стојановићу наређено: „да се граница“ од Алексинца до Вршке Чуке, где полшчаном врљиком, а гди е планина, гором загради, да би се кордон бол чувао, да ни стока ни људи овострански тамо, онострански амо прелазити не могу. Граница од плота постојала је све до ослобођења ових крајева, до 1877. Тако је Сићевачка клисура поново била у пограничном подручју. Овога пута као линија раздвајања између Срба и Османлија.
Ово подручје поред граничног прелаза код Горњег Риња, преко кога се обављала трговина већих размера, имало је и места за кријумчарење, без обзира на постављену „границу од плота“.

## Материјална култура
Трагови материјалне културе на простору Сићевачке клисуре, иако оскудни, могу се пратити од праисторије, преко антике и Византије, до поствизантијског периода, средњег века. Осим налаза костију, алатки и оружја из праисторије и раног средњег века, надгробних споменика из античког периода и новчића из доба Јустинијана других материјалних трагови на овом простору нема.
Изоловани од утицаја споља (од утицаја центара и зона цивилизације) у насељима Сићевачке клисуре стваран је специфичан рурални начин живота или рурални облик културе, који се одржао и до данашњих дана и пореда утицаја спољњег света. Разни облици материјалне културе из 18. и 19. века и прве половине 20. века могу се срести на старим кућама и окућницама мештана, у бројним црквама, црквиштима, манастирима и локалним гробљима, (обредни предмети, надгробна обележја, пољопривредне алатке, гривне, прстење, и други ситни предмети).
| Значајни објекти материјалне културе на простору Сићевачке клисуре | Значајни објекти материјалне културе на простору Сићевачке клисуре |
| Значајни објекти                                                   | Назив и локација |
| ------------------------------------------------------------------ | --- |
| Хидроелектране                                                     | - МХЕ „Света Петка“, у Островици. Пуштена је у рад 1908, и данас је у функцији, као део система Електропривреде Србије. Осветлила је прву кућу у Нишу, у Обреновићевој улици, где данас у то име стоји спомен плоча. - МХЕ „Сићево“ у Сићеву. Пуштена је у рад 1931. и данас је у функцији, као део система Електропривреде Србије. |
| Манастири                                                          | - Свете Богородице у Сићеву - Манастир Свете Петке Иверица - Манастир Ваведења Свете Богородице у Кулини - Свети Никола, у Просеку - Свето Успења, испод брда Градац |
| Цркве и црквишта                                                   | - Свети Николе у селу Манастир - Свети Петар и Павле, у Островици - Свети Арханђел Гаврило, у Островици - Свети Тодор, у Ланишту - Свете Петке у Градишту - Свети Илија, на Чуки код Градишта. - Свети Никола, у селу Црнче - Свети Петар и Павле, на Вишеграду.                                                                    |

### Манастири
У Сићевачкој клисури најзначајнији манастири су Манастир Свете Петке „Иверица“ у Островици , Манастир Свете Богородице у Сићеву и Манастир Ваведења Свете Богородице (Кулина).
Манастир Свете Петке „Иверица“ у Островици
Манастир Свете Петке „Иверица“ је средњовековни српски манастир изграђен у првој половине 14. века, у атару Островице у општини Нишка Бања на око 20 km, источно од Ниша према Пироту, у средишњем делу Сићевачке клисуре, на десној обали реке Нишаве.
Уз име овог манастира додаје се назив „Иверица“, што посредно упућује на претпоставку да су његови оснивачи монаси из грузијског манастира Ивирона са Свете горе. Саму цркву Свете Петке подигле су 1898. године инжињерске јединице српске војске, које су пред сам крај 19. века пробијале пругу и пут кроз Сићевачку клисуру. Био је то знак њихове захвалности због спасења краља Александра Обреновића од дављења у таласима мора код Бијарица у Француској. Манастир је касније постао „Краљевски српски војни манастир Света Петка Иверица“, јединствен манастир у историји Српске православне цркве. И у каснијем раздобљу, од 19. века на овом простору настављен је континуитет у обнови старих и подизању нових цркава.
Манастир Свете Богородице у Сићеву
У народу познатији под именом Манастир „Сићево“, је средњовековни српски манастир из прве половине 14. века  посвећен Богородичином Ваведењу. Манастир се налази у почетном делу Сићевачке клисуре, испод „Големог камена“, Кусаче, на левој обали реке Нишаве, у улици Владимира Милетића. „Легенда говори да је црква „прелетела“ са једног на друго место“? Натпис изнад улаза у наос цркве потврђује да је сада постојећи храм подигнут из темеља 1646. у време духовника попа Јована, када су га браћа Симон и Живко саградила преносећи на рукама, камен по камен старе цркве. Црква је те године први пут животописана а иконописац је био извесни Веселин.
Вредности овог архитектонски скромног, духовног објекта доприносе фреске на унутрашњим зидним површинама наоса и припрате. Доминантно место у припрати заузимају сцене Богородичиног акатиста и део Страшног суда на источном зиду. У наосу зидне декорације чине илустрације Великих празника и Христовог страдања. Светао и оскудан колорит сићевачког сликарства, надокнађен је коректним цртежом, који, иако наглашен, није наметљив.
Манастир Ваведења Свете Богородице у Кулини
На десној обали Нишаве, југозападно од Сићева, на 15 минута хода, у месту Кулина, налазе се остаци овог манастира (данас познатог као „Свети Јован“). Остаци зидова говоре о давном пореклу, а предање говори да је та црква саграђена у доба Византије, још пре доласка Османлија на Балканско полуострво. Ту је некада био велики манастир с кулом. У њему је службовало више десетина калуђера испосника.

### Мале хидроелектране на Нишави
Ретко се која европска земља може похвалити хидроелектранама које производе електричну енергију стотину или скоро стотину година! А Електропривреда Србије у Сићевачкој клисури има чак две које и даље неуморно раде. 
- МХЕ „Света Петка“ у Островици 2012. године обележила је 104 године.
- МХЕ „Сићево“ у Сићеву 2012. године обележила је 85 година рада.

То су биле прве електране у Србији које су радиле по принципима Теслиних полифазних струја, и то само четири године након хидроелектране на Нијагари (МХЕ „Света Петка“ 1908) у којој је Тесла први пут применио тај принцип.
Посматрано у светлу материјалне културе и историје техничког развоја Србије, ове хидроелектране заједно са још осам сличних, из периода 1900–1940–представљају почетак модерног доба у ондашњој Србији.

## Туризам
И поред тога што је Сићевачка клисура изузетно добра локација за све љубитеље нетакнуте природе, сликарства и књижевности, љубитеље лова, риболова, кајака на брзим водама, алпинизма, планинарења и параглајдинга, постојећа туристичка и рекреативна понуда није довољно развијена и афирмисана, а још мање је организована и повезана како међу општинама на подручју Сићевачке клисуре тако и са суседним општинама у региону и Србији.
Туристичка понуда примарно се ослања на туристичко-рекреативни, ђачки туризам, културно привредне и туристичке манифестације, излетнички туризам, риболовни и ловни туризам, спортско-рекреативни туризам (планинарење, алпинизам, рафтинг, кајак на брзим водама, параглајдинг). Културно-историјске вредности Сићевачке клисуре само су делимично укључене у туристичку понуду (манастири, археолошка налазишта, хидроелектране, сакрални објекти, споменичка обележја, објекти народног градитељства итд).
Туристички мотиви који представљају добру основу туристичке атрактивности, на простору Сићевачке клисуре су пре свега природне и створене вредности разноврсних предела, разуђеност рељефа, добро очуван пејзаж, биодиверзитет, аутохтони биосистеми, еколошке и предеоне целине, богатство шумама, разноврсна флора и фауна и природне вредности Нишаве, али и бројне културно-историјске вредности.
На подручју Сићевачке клисуре се налази двадесетак цркава и манастира. Најстарији је манастир Свете Богородице подигнут у 17. веку у подножју Кусаче. Манастир Свете Петке Иверице у Островици познат је по томе што је манастирску цркву саградио краљ Александар Обреновић, 1898.
Изнад клисуре, на десној обали Нишаве, смештено је живописно село Сићево. У њему се од 1905. одржава Ликовна колонија, коју је основала сликарка Надежда Петровић, а од 1991. и Књижевна колонија.
У Сићевачкој клисури постоји више угоститељских објеката са добром понудом и преноћиштем; у Сићеву хотел „Сићево“, конак „Боем“, ресторани „Мали викенд“, „Брана“, а у Просеку „Иван“, „Стоп“ и „Шериф“.
| Туристички објекти и манифестације у Сићевачкој клисури | Туристички објекти и манифестације у Сићевачкој клисури |
| Објекти-манифестације                                   | Основна обележја објекта-манифестације |
| ------------------------------------------------------- | --- |
| Стаза за кајак на брзим водама код Островице            | Стаза за кајак на брзим водама код Островице, са великим падовима тока, честим променама правца и слаповима Нишаве, идеална је за одржавање такмичења у кајаку на брзим водама и рафтингу. |
| Параглајдинг стаза Сићево                               | Параглајдинг стаза, са полетиштем „Релеј“, које се надвија над Сићевом и Сићевачком клисуром, омиљено је место за пилоте параглајдера из Србије, а и шире. Полетиште је оријентисано за јужне ветрове и изузетно је термично, па је одлична полазна тачка за прелете у свим правцима изнад клисуре. Године 2005. на простору Сићевачке клисуре одржано је светско првенство у параглајдингу на стази која је те године проглашена и за најбољу параглајдинг стазу на Балкану. |
| Ликовна колонија Сићево                                 | У живописном насељу Сићево сваке године одржава се Ликовна колонија, коју је 1905. основала сликарка Надежда Петровић. Од 1991. колонија има међународни карактер, и отворена је за уметнике различитих генерација и естетских опредељења. Захваљујући њој формиран је импозантан ликовни фонд који данас чини преко 600 дела значајне уметничке вредности. |
| Књижевна колонија Сићево                                | Оригинална, међународна креативна манифестација, у насељу Сићево и једина те врсте на Балкану, у чије просторе и просторе Сићевачке клисуре се сваке године од њеног оснивања 1991, привремено „пресељавају“ писци, књижевни критичари, преводиоци, издавачи и други учесници књижевног живота из Србије и других земаља света да у области књижевности на простору Сићевачке клисуре...стварају или само акумулирају импресије и „нотирају“ идеје.                           |
| Дани жалфије                                            | Културно-привредна и туристичка манифестација, која се, сваке године, крајем маја (више од 15 година) традиционално одржава на простору насеља Сићево и Сићевачке клисуре, у част ендемске биљке жалфије, која је на овом простору под заштитом, као природно добро Србије. |

## Саобраћај
Све до изградње железничке пруге долином Нишаве насеља у Сићевачкој клисури била су лоциран далеко од главних саобраћајница које су заобилазиле непроходну Сићевачку клисуру. Године 1887. након изградње дела железничке магистрале до Пирота отворене су железничке станице у атару Просека, Сићева и Островице. Касније (1888) изграђен је и део пруге од Пирота до српско-бугарске границе. Траса магистралног пута Ниш–Димитровград кроз Сићевачку клисуру делимично је просечена 1939, а завршена 1965. године. Изградња поменутих саобраћајница допринела је економском и туристичком активирању Сићевачке клисуре.
Долине Нишаве и Кутинске реке, као природне предиспозиције рељефа, одредиле су трасе саобраћајница на простору клисуре. Кроз ужи и шири простор Сићевачке клисуре пролази један од најважнијих комуникационих праваца у региону и на Балкану. Долином Нишаве простор секу магистрални пут и железничка пруга Београд—Ниш—Софија—Истанбул.
Само десет година од ослобођења Ниша и околине од Турака у периоду од 1886. до 1887. инжињерске јединице српске војске, пробиле су пругу кроз Сићевачку клисуру и по први пут успоставиле железнички саобраћај између Ниша и Софије.
О значају изградње пруге кроз Сићевачку клисуру, за будући развој саобраћаја и туризма на овом простору, и шире, прве записе, налазимо у списима др Владана Ђорђевића, који је након што је кроз њу прошао за време Српско-бугарског рата 1885. године, заједно са лекаром и познатим српским приповедачем Лазом К. Лазаревићем забележио:
До 1964. године магистрални пут Ниш—Софија пратио је трасу тзв. „вија милитарис“ у периоду Рима и Византије, и „цариградског друма“ у средњовековном периоду у доба Османлија, јер је Сићевачка клисура, на истоку, због својих морфолошких облика, нарочито дубине и узине Градишког кањона, представљала препреку изградњи друмске саобраћајнице. Магистрални пут је идући из Ниша преко Нишке Бање, све до 1964. и пробијања Градишког кањона, водио јужним ободом Сићевачке клисуре, преко Јелашнице, а затим долином Куновичке реке и преко висоравни Плоча даље на Исток. Ова траса је коришћена и 2006. године као заобилазница, у току радова на обнављању пута и проширењу 13 тунела у Сићевачкој клисури.
Само две деценије након изградње пута кроз средишњи део Сићевачке клисуре, нагли развој саобраћаја и туризма превазишао је његове могућности. Пут је постао не само уско грло у систему европских коридора, већ и ограничавајући фактор даљег развоја Ниша који је могао само делимично да користи предност свог повољног географског положаја, као важне балканске раскрснице. Овај пут је временом постао и озбиљан еколошки проблем за Парк природе „Сићевачка клисура“.
У циљу унапређења саобраћаја на коридору 10 и заштите природних и туристичких потенцијала Сићевачке клисуре, супротно постојећем (међународном магистралном путу) који иде кроз централни део Природног парка „Сићевачка клисура“ и озбиљно угрожава биолошки диверзитет и станишта великог броја ендемских, старих и ретких биљака и животињских врста и његове природне лепоте, изграђена је нова траса  ауто-пута, којом је ове интеррегионална и трансконтиненталне саобраћајнице опет усмерава преко превоја Плоче.
Изградља аутопута почела је 2011. као савремени ауто-пута Ниш—Димитровград, Сектор „Исток“ (Крак C  ) у дужини дужини од 83,3 km, чија траса иде северним падинама Суве планине, кроз долине Студене, Куновачке реке, Драгуша и Црвене реке, јужном границом Природног парка „Сићевачка клисура“ од насеља Просек до насеља Црвена Река. Његовом изградњом и пуштањем у саобраћај 9. новембра  2019. године, не само да је престала даља „ерозија“ екосистема и природних лепота Сићевачке клисуре, већ је унапређен туризам и економског развој региона који окружује коридор 10, и  обезбеђен квалитетнији и безбеднији саобраћај и економска веза Републике Србије са суседним земљама.
У 21. веку нагли развој железничког саобраћаја и туризма, праћен застарелошћу и лошим одржавањем железничке инфраструктуре (што се види на горњој слици), превазишао је могућности ове железничке пруге. Зато она све више успорава саобраћај и постаје не само уско грло у систему паневропских железничких коридора, већ и озбиљан еколошки проблем по Парк природе „Сићевачка клисура“, јер пруга није модернизована (електрифицирана).